# Trichodapus rhenanus
Trichodapus rhenanus är en tvåvingeart som först beskrevs av Fritz 1982.  Trichodapus rhenanus ingår i släktet Trichodapus och familjen sorgmyggor.
Artens utbredningsområde är Tyskland. Inga underarter finns listade i Catalogue of Life.